# Африканський кравчик
Африканський кра́вчик (Artisornis) — рід горобцеподібних птахів родини тамікових (Cisticolidae). Представники цього роду мешкають в Східній Африці.

## Види
Виділяють два види:
- Кравчик довгодзьобий (Artisornis moreaui)
- Кравчик африканський (Artisornis metopias)